# Serantes (Lage)
Serantes (también llamada Santa María de Serantes) es una parroquia del municipio de Lage, en la provincia de La Coruña, Galicia, España.

## Entidades de población
Entidades de población que forman parte de la parroquia:
- Cabanas
- Canle (O Canle)
- Carrabete
- Conlle
- Lourido
- O Cabo da Area
- Piñeiro (O Piñeiro)
- Romea (A Romea)
- Salgueirón
- Transfontáns (Trasfontáns)

## Demografía
| Gráfica de evolución demográfica de Serantes entre 2000 y 2018 |
|                                                                |
| Población de derecho según el padrón municipal del INE         |